# Universidad Pontificia Salesiana
La Universidad Pontificia Salesiana o UPS es la principal universidad de los salesianos al servicio de la misma Congregación y de la Iglesia católica. Fue fundada el 3 de mayo de 1940 por el rector mayor de los salesianos, padre Pedro Ricaldone como "Pontificio Ateneo Salesiano" (PAS) y el 24 de mayo de 1973 recibió el título de "Pontificia Studiorum Universitas Salesiana" por parte del Papa Pablo VI. La UPS se propone como misión el estudio y la solución de cuestiones inherentes a la educación y a la acción pastoral, especialmente dirigida a los jóvenes y a los sectores populares según el espíritu de Don Bosco.

## Ubicación
La UPS tiene su sede principal en la ciudad de Roma, en la Plaza del Ateneo Salesiano, barrio Nuovo Salario. Tiene una sección de teología en Turín con licenciaturas en teología pastoral y numerosos centros afiliados en el mundo para especializaciones, licenciaturas y otros estudios relacionados.

## Historia

### Orígenes
Después de la muerte de Don Bosco en 1888, su primer sucesor fue el padre Miguel Rúa elegido por el Papa León XIII para el cargo de rector mayor de la Congregación Salesiana. Con Don Rúa la Congregación inicia una etapa de expansión significativa en el mundo y la Congregación se preocupa en la formación de los salesianos especialmente en lo que tiene que ver con teología pastoral y educación para cualificar de una mejor forma las experiencias pedagógicas salesianas.
Por esta razón el I Sucesor de Don Bosco creó el primer teologado internacional salesiano en Foglizzo, Diócesis de Ivrea entre 1913 y 1914 con la autorización y el respaldo pontificia. Esta primera experiencia se malograría con el advenimiento de la I Guerra Mundial que dispersó los estudiantes.
Después de la guerra, III Sucesor de Don Bosco, padre Felipe Rinaldi, decide transferir el estudiantado a Turín. Sin embargo, el crecimiento de las obras de Don Bosco en todo el mundo hace que muchos jóvenes salesianos sean enviados a estudiar teología en Roma. Para el año de la canonización de Don Bosco, 1934, los estudiantes de teología y otras materias presentes en esa ciudad eran 150.

### Don Pedro Ricaldone
En tales circunstancias, los salesianos comienzan a ver la necesidad de tener su propio estudiantado teológico y el proyecto fue liderado por el padre Pedro Ricaldone, rector mayor de los salesianos en esa época. Este se reunió en audiencia con el Papa Pío XI el 2 de mayo de 1936 y le expuso el proyecto que fue bien acogido por el Pontífice. Lo dirigió entonces a la Congregación para los seminarios y universidades liderado entonces por monseñor Ernesto Ruffini que después llegó a ser Cardenal. Ruffini le sugirió al rector mayor que el centro de estudios propuesto no debería limitarse a la teología sino que incluyera también el derecho canónico y la filosofía.

### Ateneo Pontificio Salesiano
Se creó entonces a manera de experimento un estudiantado teológico en Turín que tiene inmediatamente un gran éxito y que hace que el 3 de mayo de 1940 dicha Congregación de la Santa Sede emanara el decreto que creaba el Ateneo Pontificio Salesiano en esa ciudad. El 12 de enero del mismo año se aprueban los estatutos redactados en conformidad con la constitución apostólica Deus scientiarum Dominus y puesta bajo la autoridad directa del rector mayor que para efectos recibió el título de gran canciller de la Universidad (Don Pedro Ricaldone llegaba a ser el primero en el cargo y en adelante todo rector mayor de la Congregación Salesiana es por derecho G.C.). El nuevo estudiantado empezó su desarrollo, aunque este fue dificultado por la II Guerra Mundial e incluso se crea una Facultad de Filosofía y un Instituto de Pedagogía, lo que abre la experiencia a una estructuración por facultades.

### Después de la II Guerra Mundial
El fin de la guerra abrió el centro a la recepción de estudiantes extranjeros de los cinco continentes y el 2 de julio de 1956 la Santa Sede expide un decreto en el que aprueba el Instituto Superior de Pedagogía, anexo a la Facultad de Filosofía y con la autorización de conceder grados académicos incluso a alumnos no salesianos.
Con una aprobación ya en 1961, los estatutos adquieren forma definitiva en noviembre de 1965 y el Ateneo se traslada de Turín a Roma, en el barrio Nuovo Salario, con la idea de unir todas las facultades salesianas.
El 29 de octubre de 1966 el Papa Pablo VI presidió la inauguración oficial del nuevo Pontificio Ateneo Salesiano y pronunció un discurso programático. 

### Concilio Vaticano II
Con el traslado a Roma y la celebración del Concilio, la experiencia educativa inicia una nueva era. Se constituyó el Pontificium Institutum Altioris Latinitatis por aprobación del mismo Pablo VI en el motu proprio "Studia latinitatis" (Estudiantado de latín). Como consecuencia del Concilio Vaticano, la Congregación Salesiana inicia su propio proceso de adaptación al mismo y en ello tendría un papel primordial la Universidad, especialmente en los capítulos generales XX (1971) y XXI (1977) en los cuales se dio una importante fundamentación de la presencia de la Universidad dentro de la estructura de la Congregación Salesiana, su importancia en la misión, especialmente por su componente de apostolado juvenil, catequesis y atención a las realidades sociales extremas. 

### Universidad Pontificia
El 24 de mayo de 1973 por moto proprio "Magisterium viate", el Ateneo fue elevado a la categoría de "Universidad Pontificia" organizada según los estatutos aprobados ad tempus experimenti gratia (de manera experimental) del 4 de septiembre de 1973. La nueva Universidad Pontificia tenía cinco facultades: teología, ciencias de la educación, filosofía, derecho canónico y literatura cristiana y clásica.
Los estudiantes admitidos eran todos aquellos que en sus países de origen hubiesen adquirido un título que les permitiera ingresar en un centro superior. Por la Constitución Apostólica Sapienza christiana del Papa Juan Pablo II y la Ordinationes de la Congregación para la educación católica, se promueve la revisión de los estatutos de la universidad a lo cual dio un notable impulso el Gran Canciller, el padre Egidio Viganó, el cual, en una carta suya del 24 de septiembre de 1979 precisó las bases de entendimiento de la Congregación Salesiana en promover y patrocinar la vida de la universidad.

### Don Egidio Viganó y los nuevos estatutos
Con tal precisión todo el organismo académico contribuyó a la redacción de unos nuevos estatutos que fueron aprobados ad experimentum por espacio de tres años por parte de la Congregación para la educación católica el 30 de diciembre de 1981 y promulgados por el Gran Canciller el 8 de diciembre de 1982. Dichos estatutos estaban destinados a asegurar el desarrollo de la universidad y su correspondencia con objetivos científicos y apostólicos.
Los nuevos estatutos tuvieron esta desarrollo:
- El 15 de diciembre de 1985 el Gran Canciller los presentó a la Congregación para los estudios católicos la cual los aprobó definitivamente el 21 de diciembre de 1986.

- El 8 de diciembre de 1986 el Gran Canciller promulga los estatutos y establece que estos entrarían en vigor el 1 de enero de 1987.

- El 8 de septiembre de 1994 la Congregacón para la educación católica aprobó los estatutos actuales.

### Visita de Juan Pablo II
El Papa Juan Pablo II visitó la universidad el 31 de enero de 1981, durante la fiesta de Don Bosco y exhortó a la conciencia viva del compromiso eclesiástico primario de la universidad, indicando la particular función evangelizadora en clave catequética y reasumiendo el proyecto en favor del hombre de hoy y en particular de la juventud en el programa conocer a Dios en el hombre y conocer al hombre en Dios.

### Hasta la actualidad
El desarrollo de la universidad prosiguió incesantemente durante la década de los 80 con la constitución del Departamento de Pastoral Juvenil y Catequesis en cooperación con las facultades de Teología y Ciencias de la Educación con el objetivo de promover la unidad formativa de los estudiantes inscritos en dichas especializaciones y para ayudar a la coordinación de investigaciones interdisciplinarias dentro de la universidad.
El 29 de junio de 1986 se crea el Instituto Superior de Ciencias Religiosas por decreto de la Congregación para la educación católica y con el fin de crear una formación teológica organizada con los necesarios complementos en filosofía y ciencias humanas y para los laicos y religiosos en general.
En 1988, con ocasión del I Centenario de la muerte de Don Bosco, se inaugura el Instituto de Ciencias de la Comunicación Social aprobado canónicamente por la Congregación para la educación católica por un decreto del 9 de marzo de 1993 y que después, por decreto del 27 de mayo de 1998 es ascendido a Facultad de Ciencias de la Comunicación Social.

## Organización
Las autoridades académicas de la Universidad Pontificia Salesiana son, en primer lugar, el rector mayor de la Congregación Salesiana que tiene el título de gran canciller; en segundo lugar el Rector de la universidad que tiene el título de rector magnífico y por último el vicerrector que está repartido entre dos personas. La Universidad tiene en la actualidad seis facultades, cada una regida por el Decano:
1. Facultad de Teología.
2. Facultad de Ciencias de la Educación.
3. Facultad de Filosofía.
4. Facultad de Derecho Canónico.
5. Facultad de Literatura Cristiana y Clásica.
6. Facultad de Ciencias de la Comunicación Social.

Los rectores magníficos de la UPS han sido:
- Andrés Gennaro 1940-1952.
- Eugenio Valentini 1952-1958.
- Alfonso M. Stickler 1958-1966.
- Gino Corallo 1966-1968.
- Luis Calonghi 1968-1971.
- Antonio María Javierre 1971-1974.
- Pedro Braido 1974-1977.
- Rafael Farina 1977-1983.
- Roberto Giannatelli 1983-1989.
- Tarcisio Bertone 1989-1991.
- Ángel Amato 1991 1 de octubre-2 de diciembre.
- Raffaele Farina 1991-1997.
- Michele Pellerey 1997-2003.
- Mario Toso (2003-2009)
- Carlo Nanni (2009-2015)
- Mauro Mantovani (2015-2021)
- Andrea Bozzolo (desde 2021)

La UPS tiene además un secretario general, el director de la Biblioteca de la UPS y un ecónomo. Tiene dos residencias estudiantiles: la casa San Juan Bosco y la del Beato Miguel Rúa y hay una casa de formación, la Santo Tomás de Aquino, todas en la misma Plaza Ateneo Salesiano.